# Look East policy
 (décembre 2014).
Si vous disposez d'ouvrages ou d'articles de référence ou si vous connaissez des sites web de qualité traitant du thème abordé ici, merci de compléter l'article en donnant les références utiles à sa vérifiabilité et en les liant à la section « Notes et références ».
Lancée au début des années 1990 par le Premier Ministre P. Rao, la Look East policy vise à arrimer l'Inde au processus de régionalisation de l’Asie du Sud-Est tant sur le plan économique que politique.

## Objectifs de la Look East policy
L’Inde a historiquement exercé une influence déterminante dans l’Asie du Sud-est, dont témoignent aujourd’hui encore les vestiges des splendeurs d’Angkor, de Borobudur ou de Bagan. C’est au sein de cette nation qu’est né le bouddhisme, avant de se répandre à travers toute l’Inde. Cette dernière essaie donc de renouer avec une influence passée afin de s’affirmer comme une nouvelle puissance régionale.
La notion d’« asianité » est récente en Inde, elle apparaît dans les discours nationalistes de l’entre-deux-guerres qui revendiquent par cet héritage commun une « identité asiatique ». Nehru lui-même exprima à de nombreuses reprises son désir de resserrer les liens unissant non seulement la Chine et l’Inde, mais également l’ensemble des pays de l’Asie du Sud-est, au nom de leurs valeurs partagées et par opposition aux valeurs occidentales. L’échec de ce rapprochement a empêché cette identité asiatique d’émerger, à la fin des années 1950. Il a marqué un long retrait de la sphère diplomatique régionale et internationale, un véritable repli sur soi qui allait durer jusqu’à la fin de la Guerre froide.
Les préoccupations économiques sont prédominantes dans l’ouverture de l’Inde sur cette région figurant alors comme un modèle de croissance que le pays entend imiter et rattraper. La politique du Look East est donc le prolongement en politique extérieure du processus de libéralisation de l’économie nationale engagé depuis 1991. L’Inde cherche aussi à coopérer avec les pays d’Asie du Sud-est car elle les considère comme culturellement proches. Dans le domaine politique, l’Inde a essayé sans grand succès jusqu’ici de se présenter comme un pôle stabilisateur sur une scène asiatique dominée par la montée en puissance de la Chine.
Enfin, la vision culturelle de cette politique n’est pas très approfondie, mis à part quelques exemples concrets comme le projet Nalanda instaurant une université internationale, « icône de la renaissance asiatique », se référant au glorieux Ve siècle. D’autre part, même si le tourisme a été discuté au sein des réunions avec l’ASEAN, peu de choses ont été développées pour permettre un contact people-to-people. Pour l’instant, le flux migratoire touristique n’est quasiment qu’à sens unique – les Indiens vont en Asie du Sud-est, mais pas l’inverse. En essayant d’attirer les touristes de l’ASEAN, et notamment d’Indonésie, l’Inde pourrait non seulement engranger des revenus importants, mais multiplierait par la même occasion les contacts entre les peuples.
La politique du Look East apparaît finalement comme un levier permettant à l’Inde de s’affirmer dans un ordre mondial qu’elle voudrait multipolaire. L’objectif modeste de renouer des liens avec l’Asie du Sud-est est largement atteint, mais cette politique régionaliste n’a jamais été son objectif principal, elle dépend d’un processus visant un statut de puissance globale.

## Des limites à dépasser
La lenteur des réformes vers une meilleure intégration des politiques commerciales a rendu beaucoup d’experts sceptiques : l’Inde pourra-t-elle soutenir sa politique du Look East ? Mais le Ministre des Affaires Étrangères, Yashwant Sinha, y voit plutôt une transformation de l’attitude de l’Inde envers l’Asie : « In the past, India's engagement with much of Asia, including Southeast and East Asia, was built on an idealistic conception of Asian brotherhood, based on shared experiences of colonialism and of cultural ties. The rhythm of the region today is determined, however, as much by trade, investment and production as by history and culture. That is what motivates our decade-old 'Look East' policy. ». L’Inde ne peut pas se permettre un protectionnisme sans concession, si elle ne veut pas d’une ASEAN qui gravite autour de la Chine.
De plus, on peut noter une absence de politique stratégique claire, aucun rôle important n’est joué par l’Inde dans le domaine de la sécurité en Asie du Sud-est, malgré son statut de puissance nucléaire. Si l’Inde veut devenir une puissance majeure dans la région Asie-Pacifique, elle ne doit pas avoir uniquement une vision économique de ses intérêts, mais aussi un rôle stratégique important dans la région, rôle bien compris par un pays comme la Chine.
Les limites de la politique indienne en matière économique sont aussi visibles. Tout d’abord car le succès de l’Inde se concentre sur le secteur des services, mais aussi parce que le commerce intra-branche est très restreint entre l’Inde et l’ASEAN. La création d’une zone de libre-échange avec l’Inde pourrait donc être avantageuse structurellement, mais à court terme peu de bénéfices devraient en être attendus. Ces nombreuses faiblesses de la politique du Look East en limitent l’impact à la fois sur l’Inde et sur l’ASEAN.